# Les Jardins du Loriot
Les Jardins du Loriot, parc contemporain anglo-chinois situé en Vendée, conçu pour permettre aux visiteurs de découvrir des paysages pittoresques au plus près de la nature, avec des ambiances asiatiques (Birmanie, Chine, Japon, Indonésie) qui invitent au voyage et à l'imaginaire.

## Localisation
Il se trouve à 6 km au sud-est de Venansault, commune de  Vendée, à 2,8 km de la sortie 33 de l'A87 (direction Landeronde) et à 10 km de La Roche-sur-yon (direction Les Sables d'Olonne).

## Historique
Parc familial créé à partir de 2002, d'une surface de 6 hectares, les différents jardins et bosquets s'inscrivent dans des parcelles de bocage bordées de chênes, d'aubépines, de frênes, d'alisiers torminaux (Sorbus torminalis), de néfliers, etc.
Ils ont été  aménagés en tenant compte du tracé des haies bocagères qui remontent au XVIIe et du dénivelé des terrains. Plantes endogènes coexistent avec l'introduction de végétaux de différents continents, mais principalement d'Asie.
Dans un premier temps (2002-2009), les jardinistes. ont structuré  les jardins autour d'un étang central d'un hectare dans l'esprit des jardins naturels à l'anglaise.
Pour renforcer, tout au long des saisons, les écrins de verdure existants, les créateurs ont aussi fait le choix d'implanter, initialement une collection de bambous rustiques. Celle-ci constitue le Bambusetum Jean Houzeau de Lehaie qui sera inauguré en juin 2009 par Monsieur Pierre Houzeau de Lehaie, petit neveu du naturaliste, père de la systématique des bambous, et Madame Houzeau son épouse.
2009 correspond à une large diversification botanique et à l'ouverture du parc au public : plusieurs pièces d'eau ont permis d'introduire une importante collection de Nénuphars (composés de Nuphar et Nymphea)  de Nelumbo nucifera (Lotus sacrés) de Nelumbo flavescens (Jaunes). Ces bassins rappellent l'amitié indéfectible entre le Vendéen Georges Clemenceau, grand amateur de jardin, et le peintre Claude Monet.
Pour faciliter le cheminement dans ces jardins à l'anglaise, le visiteur peut suivre 34 étapes, à l'aide de balises. Il dispose d'un plan et d'un guide d'accompagnement expliquant les principaux centres d'intérêts du parc.

## Un jardin naturel, anglo-chinois et romantique

### Un jardin naturel
La forme des haies bocagères enserrant les parcelles de prairies naturelles prédisposait les créateurs des jardins à préserver le caractère initial de ce patrimoine. Il devait rester naturel et sans restructuration ni abattage des arbres, sans exclure les haies du chemin creux aux lignes incurvées, souvenir d'une époque où il fallait 4 à 6 bœufs pour le traverser une ou deux fois dans l'année. Les seules concessions à cette nature sauvage fût de faire coexister les plantes d'ici avec des massifs d'arbres et de plantes vivaces exotiques dans la perspective d'enrichir la palette des formes végétales et des couleurs.

Au fil du temps ce choix fut conforté lors des visites du parc de Jean Houzeau de Lehaie, à St Barthélemy près de Mons et la consultation de ses archives. Dans ses mémoires et ses notes quotidiennes le naturaliste revendique la création d'un wild garden (Jardin naturel ou Jardin sauvage). Grand amateur de jardins anglais, manifestement il s'est inspiré des recommandations et des travaux de William Robinson (en) (1838-1935),
Ce choix d'un jardin naturel répond non seulement à des considérations esthétiques mais aussi environnementales. La conception d'un jardin naturaliste vise une gestion plus économe des ressources et de l'énergie des jardiniers. Elle contraste, avec celles des jardins à la française de nature architecturale, non seulement sur le plan formel mais aussi au regard de l'entretien : l'esprit naturel l'emporte sur l'esprit de géométrie, et le souci de préserver et d' enrichir le sol est privilégié. En termes d'entretien, les jardiniers utilisent une grande quantité de Bois raméal fragmenté et de compost qui permettent d'enrichir, d'alléger le sol et de limiter les arrosages.

### Un jardin anglo-chinois
Depuis 1969 les créateurs s'intéressent à l'Asie du Sud Est et particulièrement à la Birmanie. C'est à l'occasion d'un récent voyage (2013) au "pays des pagodes" puis en Angleterre qu'ils ont décidé d'accentuer la touche orientale déjà donnée aux Jardins du Loriot. L'expression « Sharawadgi » utilisée par le jardiniste écossais  William Chambers (1726-1796) résume bien les sentiments d'étonnement et d'admiration exprimés par les visiteurs découvrant des jardins aux paysages asymétriques et aménagés de « chinoiseries ». C'est dans cet esprit et cette perspective que le parc évolue. Au kiosque pagode près du jardin potager succède plusieurs autres fabriques de jardin et scènes orientales :   pagodon birman et ses petits temples des  nat (esprit), jardin de Bali, composé de plusieurs statues de représentations hindouistes en pierre volcanique finement ciselées en Indonésie, et le jardin de Java avec ses stupas ajourés, rappel du Temple de Borobudur.

### Un jardin romantique et intimiste

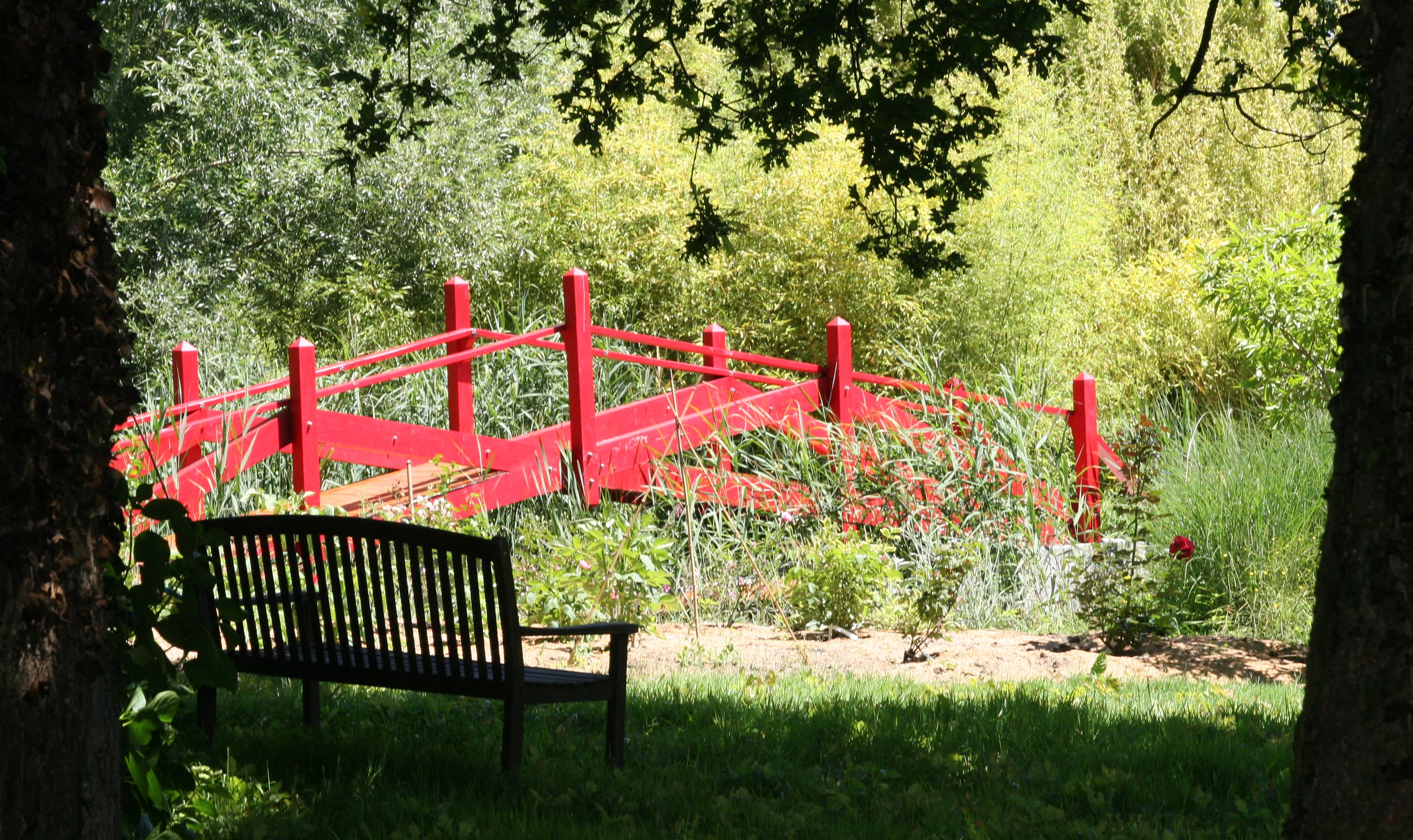
Pont Moulin Joly reconstitué à partir d'une vue réalisée dans le premier jardin anglo-chinois en France.

Le romantisme des lieux est accentué par la réalisation en 2018 du "Pont Moulin-Joly" à partir d'une vue prise sur l'ancienne propriété du graveur et paysagiste Claude-Henri Watelet. Le style de ce pont est inspiré par l'esprit des jardins anglo-chinois qu'il a contribué à faire connaître en France en créant sur 3 îles de la Seine, un jardin pittoresque et en publiant son  "Essai sur les Jardins". Il est un des premiers paysagistes européens cherchant à mêler l'âme humaine au jardin paysager. Il recherchait en effet à susciter : 

« une mélancolie douce, une distraction agréable dans lesquelles se confondraient des sentiments nobles et élevés où se mêlerait le souvenir et la réalité, où le moral soutiendrait le poétique, et où l’un et l’autre enfin donneraient au pittoresque tout l’intérêt dont il est susceptible. »

Le pont Moulin-Joly (réalisé  en pin de Douglas), commémore le 300e anniversaire de la naissance de Claude-Henri Watelet et constitue l'emblème du premier jardin anglo-chinois au regard de l'histoire de l'art des jardins en France.

### Collections florales et mixed borders
Afin d'assurer une bonne couverture florale au fil des saisons, plusieurs collections de rosiers anciens et modernes, de viornes, azalées, camélias, rhododendrons, érables japonais ont été implantés.
La conception et la réalisation plus récente de plusieurs mixed-borders correspondent à une nouvelle étape du développement du parc.

### Richesse végétale et végétaux remarquables
Le parc contient environ 2 500 plantes répertoriées (plantes préexistantes avant la création du parc et végétaux introduits : arbres, arbustes, bambous et autres graminées, vivaces et annuelles.
Plantes de collection : ginkgo biloba, Cunninghamia, Maclureana pomifera, Cupressus cashmeriana  (cyprès du Bhoutan), C. x loritiensis hybride de C. cashmeriana et de C. sempervirens réalisé en Vendée, Rhododendron sinogrande, R. macabeanum... Chusquea gigantea. De nouvelles collections sont rassemblées avec des plantes introduites en Europe par l'intermédiaire des missionnaires français, collecteurs de végétaux aux Marches du Tibet entre 1850 et le début des années 1900, et par les grands aventuriers de la première moitié du XXe siècle.

## Composition des Jardins

### Les bassins de nymphéas et de Lotus

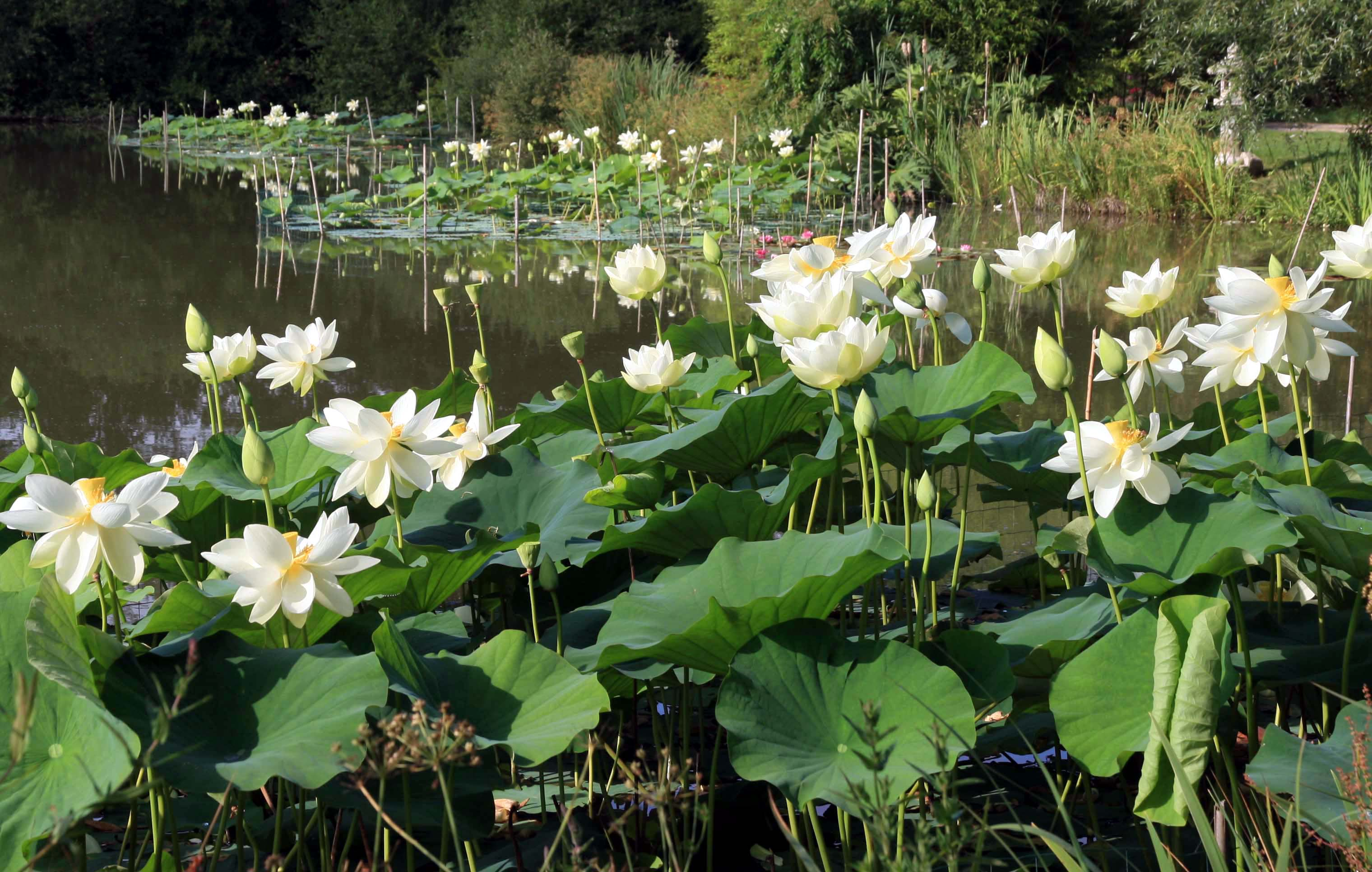
Lotus sur le grand étang des Jardins du Loriot, l'été.

Autour de l'étang principal fleuri l'été par des lotus hybridés par Bory Latour-Marliac, neuf bassins de nymphéas et de lotus asiatiques ont été créés à partir de 1987. Le bassin "Impression de Giverny" bordé de bambous est alimenté par l'étang central. Une vingtaine de variétés de nymphéas permettent de reconstituer l'ambiance du célèbre jardin d'eau de Giverny. La retenue de cette étendue est coiffée d'un pont permettant au visiteur d'avoir une vue plongeante sur ce bassin fleuri et sur l'étang en contrebas.
Un autre bassin est enjambé par le pont Moulin-Joli. Les bords de cet étang sont décorés de lotus.
Six bassins en demi-lune et en cascade sur une pente douce permettent d'apprécier une quarantaine de belles obtentions de nymphéas selon leurs tailles, qui va de géant à miniature.
Enfin, un bassin de lotus roses est situé dans le Jardin de Bali.

#### Exposition permanente G. Clemenceau en Asie du sud et en Birmanie
Près des bassins des nymphéas, un espace permanent évoque le voyage de Georges Clemenceau en 1920-1921 en Asie du Sud. L'accent est mis particulièrement sur son passage en Birmanie (visite de la pagode Shwedagon, de Bagan, rencontre d'un Vendéen, évêque de Rangoun, de la famille des charpentiers qui ont rénové sa maison à Saint-Vincent-sur-Jard et oncle de l'écrivain Louis Chaigne mort à Venansault).
Deux oies mythologiques Hamsa (ou Hintha)  superposées sculptées en Birmanie, symbole de la ville de Pégou (Bago), trônent sur un kiosque, pour rappeler aussi l'amitié fidèle et indissoluble entre Claude Monet et Georges Clemenceau.

### Le Bambusetum Jean Houzeau de Lehaie
Le terme de Bambusetum est utilisé par Jean Houzeau de Lehaie pour désigner un parc où sont implantés des bambous en vue de leur étude et de leur conservation. Le Bambusetum est conçu aux Jardins du Loriot selon quelques recommandations du naturaliste, père de la systématique des bambous. Des espaces sont ménagés entre chaque bosquet afin de préserver des perspectives. L'implantation répond à différents critères :  perspectives de développement et d'extension, intérêt botanique, résistance au vent, nature du sol, très variable d'un endroit à un autre. Ainsi les bambous résistants à l'excès d'humidité sont réservés aux zones humides (ex : Phyllostachys heteroclada, Ph. atrovaginata). Pour les variétés plus sensibles à l'excès d'humidité des petits vallons ont été aménagés notamment pour (Phyllostachys edulis, Phyllostachys bambusoïdes marliaceae, Phyllostachys castillonii, Vivax...). Les bambous les plus envahissants sont contenus dans des barrières de rhizomes adéquates ou par des petites tranchées. Des Fargesia et Borinda sont associés à des Rhododendrons et Azalées, pour rappeler la proximité de ces végétaux dans l'Himalaya. Dans le respect de l'environnement, il est recouru aux engrais organiques (fumier d'équidés et terreau comme le pratiquait J. Houzeau de Lehaie) et aux végétaux broyés (B. R. F., Bois Raméal Fragmenté associé aux feuilles mortes des bambous riches en silice). La collection de 130 taxons rustiques est composée de plusieurs genres : Phyllostachys, Arundinaria, Sasa, Pseudosasa, Semiarundinaria, Indocalamus, Pleioblastus, Yushania, Thamnocalamus, Borinda et Chusquea.

### Les petits vallons de Dehra Dun
Le parc fait référence également au botaniste, agro-forestier, Sir Dietrich Brandis et son épouse, aquarelliste, Lady Katharina Brandis, amis de Jean Houzeau de Lehaie. La contribution du Dr Brandis est importante en ce qui concerne la connaissance des bambous et sa méthode de gestion écologique, agronomique (impliquant notamment la culture des bambous en sous-bois) et l'organisation des forêts (associant communautés locales à l'État)  notamment en Birmanie. Elle est encore estimée de nos jours par les forestiers indiens et birmans. Son influence était considérable dans tout l'Empire de Indes. Elle inspira, selon le témoignage de Jean Houzeau de Lehaie, à Rudyard Kipling le fameux inspecteur Muller dans son récit « In the Rukh », inclus dans les histoires de Mowgli, dont   Le Livre de la jungle constitue l'ouvrage le plus célèbre. Une partie vallonnée du parc est appelée « Dehra Dun », en rappel du siège de « L'indian Forest », à partir duquel Sir Brandis effectuait ses missions botaniques et ses fonctions de contrôleur des Forêts sur tous les territoires des Indes en proie à une déforestation dévastatrice.

### Les massifs des chasseurs de plantes en Chine
Une dizaine d'importants massifs composés de Rhododendrons de collection, d'Azalées, de Pieris, d'Hydrangeas… associés à des bambous cespiteux et autres graminées ornent les parties ombragées du parc. Chacun d'entre eux est dédié à des collecteurs de plantes et aux pépiniéristes Raymond Grall et Pierre, son fils, spécialistes des Rhododendrons en France. Parmi les dédicataires une partie furent missionnaires et grands collecteurs de plantes en Chine et au Tibet : (Pères Armand David, Jean-Marie Delavay, Jean-Guillaume Farges, Jean-André Soulié…). Quatre autres massifs rappellent les collectes de plantes et les aventures de Frank Meyer, Reginald Farrer, George Forrest (botaniste) et de Frank Kingdon-Ward en Haute-Birmanie et dans les marches du Tibet (Yunnan et Sichuan)

### L'univers birman
Surplombé d'un Hti, ombrelle soutenant des clochettes tintant au vent, le pagodon abrite un grand Bouddha birman dans la position traditionnelle "Prise de la Terre à témoin". Bassin octogonal, lambrequins, bas-reliefs et mosaïques de verre rappellent la symbolique de l'art bouddhique (fleurs de Lotus, feuille de banyan...) et pré-bouddhique.
Des répliques de petits temples que l'on trouve couramment dans les campagnes en Birmanie à proximité des temples et dans les jardins des habitations abritent des nat (esprit).
Un kiosque-pagode octogonal avec 8 têtes de Nâgas donne à voir les 8 signes astraux birmans, correspondant à 8 jours de la "semaine birmane"  

### Les Jardins de Bali et de Java

#### Le bassin des Lotus
Un bassin de lotus, dominé par une grande statue représentant [Tara (monde indien)], est entouré d'un chemin qui donne à découvrir parmi plantes et arbustes de collection des statues représentant la divinité [Ganesh] dans différentes situations : la lecture, la danse, la musique et la protection des enfants.

### Le Japon

#### Le conte du coupeur de bambou
Dans une petite forêt, un parcours permet de découvrir, de façon ludique, un des plus vieux contes japonais : Taketori monogatari (竹取物語?, « Le Conte du coupeur de bambou » dont Kaguya-hime] (かぐや姫?, « princesse Kaguya », est le personnage principal.

## Ouverture au public
Le parc a été ouvert au public depuis 2009. En dehors des jours d'ouverture du parc, il peut se visiter sur rendez-vous (entrée no 2).